# Национальный Экспоцентр Украины
Национальный комплекс «Экспоцентр Украины» (укр. Національний комплекс «Експоцентр України») — международный многофункциональный комплекс, специализирующийся на демонстрации достижений Украины в сфере промышленности, науки и так далее. 
Функционирует с 1958 года. На выставке представлены около 100 компаний. Посещаемость Экспоцентра — 1,5 миллиона человек в год.
До 1993 года комплекс назывался Выставка Достижений Народного Хозяйства УССР (укр. Виставка Досягнень Народного Господарства УРСР). С 90х годов прошлого века экспоцентр стал убыточным и потихоньку стал разрушаться : сгорел зелёный театр (на его месте сейчас Колиба) , ресторан Прага стал окончательно заброшенным ( в начале 10-х годов нашего века его отреставрировали ). В 2000 году тут провели SIA 2000. В 2015 пришли новые владельцы и началось возрождения Экспоцентра. А в 2021 тут построили Урбан-парк .

## История
В 1949 году было подписано Постановление Совета Министров СССР о строительстве в Киеве Республиканской сельскохозяйственной выставки. Строилась она на месте небольшого пригородного хутора Красный трактир. Строительство началось в 1952 году и продолжалось 6 лет.
Официальное открытие выставки состоялось 6 июля 1958 года.
Проектирование выставки велось силами института «Гипрогород». К оформлению павильонов были привлечены лучшие художники и скульпторы республики. В целом, архитектурный ансамбль решённый в стиле сталинский ампир, повторяет «центральную» московскую ВДНХ.
Тогда в состав выставки входили такие павильоны: Главный, «Машиностроение и приборостроение», «Угольная, нефтегазовая и металлургическая промышленность», «Энергетика и электрификация», «Строительство и промышленность строительных материалов», «Пластмассы и полимерные материалы», «Земледелие», «Зерновые и масляные культуры», «Технические культуры», «Животноводство», «Овощеводство, садоводство и виноградарство», а также павильоны натурного показа животноводства. Позже были построены павильоны «Угольная промышленность» с макетом действующей шахты, «Периодические выставки», «Механизация и электрификация сельского хозяйства», «Товары народного потребления», «Богатства моря», организованы павильоны «Народное образование» и «Наглядная агитация».
Перед открытием Республиканская сельскохозяйственная выставка была переименована в Выставку передового опыта в народном хозяйстве УССР. Выставка на протяжении своей деятельности ещё неоднократно меняла название: Выставка достижений народного хозяйства, Центр выставок и ярмарок Украины, Национальный выставочный центр Украины и, наконец, Национальный комплекс «Экспоцентр Украины».
За время работы Выставки её посетили известные личности планеты: вьетнамский лидер Хо Ши Мин, Президент Франции генерал Де Голль, Генеральный секретарь ООН У Тан, Президент Югославии Броз Тито, Премьер-министр Индии Шастри, Премьер-министр Великобритании Маргарет Тэтчер, министр сельского хозяйства США Эзра Тафт Бенсон  и другие.
Выставка была организатором всех экспозиций, посвящённых знаменательным датам в жизни страны и её народа, многих престижных экспозиций за пределами Украины — в Лейпциге, Монреале, Брно, Ганновере, Москве.

## Павильоны
На территории Экспоцентра действуют 17 павильонов.

### Павильон № 1
Павильон № 1 (укр. Павільйон №1) — центральный павильон Экспоцентра, расположенный на главной оси и центральной выставочной площади. По архитектуре напоминает схожий по назначению павильон на ВДНХ. Из-за своего положения и архитектуры считается центром ансамбля экспоцентра.
Павильон представляет собой ажурную ротонду из 18 ионических колонн. Высота портика, увенчаного Антаблементом с гербом Украинской ССР, широкими лоджиями и выступающим вперёд порталом — 11 метров. Здание заканчивается круглой ротондой из 24 колонн. Сверху колонн расположены гербы областей Украины. Павильон венчается золотым 25-метровым шпилем. Высота строения — 65 м.
Выставочная площадь: 2200 м², из них первый этаж — 1900 м², второй — 300 м².
- Павильон №3 «Металлургия»
- Павильон №4 «Сельхознаука и земледелие»
- Павильон №6 «Технические культуры»
- Павильон №7 «Машиностроение»
- Павильон №8 «Овощеводство и садоводство»
- Павильон №10 «Зерновые культуры»